# Berg (Oberfranken)
Berg ist eine Gemeinde im oberfränkischen Landkreis Hof. Der gleichnamige Hauptort ist Sitz der Gemeindeverwaltung und liegt im Bayerischen Vogtland etwa zwölf Kilometer nordwestlich der Kreisstadt Hof an der Autobahn A 9 (Anschlussstelle 31 Berg/Bad Steben).

## Geografie

### Höchste Erhebung
Die höchste Erhebung im Gemeindegebiet ist der 644 m hohe Hügel zwischen den Straßen nach Rothleiten und Issigau.

### Nachbargemeinden
Angrenzende Gemeinden sind:
| Rosenthal am Rennsteig (Saale-Orla-Kreis/Thüringen) | Hirschberg (Saale-Orla-Kreis/Thüringen)     |        |
| Issigau                                             | Kompassrose, die auf Nachbargemeinden zeigt |        |
| Naila                                               | Selbitz                                     | Köditz |

### Gemeindegliederung

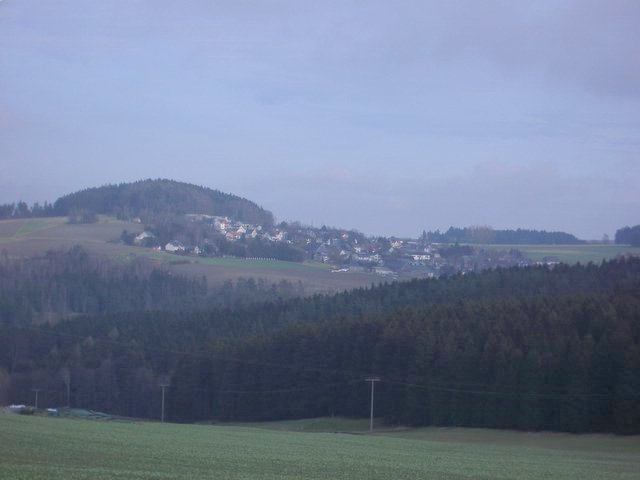
Gemeindeteil Eisenbühl mit dem Hausberg Gupfen (2007)

Die Gemeinde hat 30 Gemeindeteile (in Klammern ist der Siedlungstyp angegeben):
- Bartelsmühle (Einöde)
- Berg (Pfarrdorf)
- Blumenaumühle (Einöde)
- Brandstein (Weiler)
- Bruck (Dorf)
- Bruckmühle (Einöde)
- Bug (Dorf)
- Eisenbühl (Dorf)
- Erzengel (Einöde)
- Feldmühle (Einöde)
- Geiersberg (Weiler)
- Gottsmannsgrün (Dorf)
- Gupfen (Einöde)
- Hadermannsgrün (Dorf)
- Holler (Einöde)
- Lohwiese (Einöde)
- Maihof (Einöde)
- Moos (Dorf)
- Rothleiten (Dorf)
- Rudolphstein (Dorf)
- Sachsenvorwerk (Dorf)
- Schnarchenreuth (Dorf)
- Steinbühl (Weiler)
- Steingrün (Einöde)
- Tiefengrün (Dorf)
- Untertiefengrün (Siedlung)
- Wacholderreuth (Einöde)
- Waldlust (Einöde)
- Weißenbachmühle (Einöde)
- Wiesenhaus (Einöde)

Die Einöden Lerchenhaag, Ludwigshöhe, Mitteltiefengrün und Obertiefengrün sind keine Gemeindeteile.
Es gibt auf dem Gemeindegebiet die Gemarkungen Berg, Bruck, Bug b.Berg, Eisenbühl, Hadermannsgrün, Rudolphstein, Schnarchenreuth und Tiefengrün. Die Gemarkung Berg hat eine Fläche von 6,178 km² und ist in 990 Flurstücke aufgeteilt, die eine durchschnittliche Fläche von 6240,37 m² haben. In ihr liegen neben dem namensgebenden Ort die Rothleiten und Wacholderreuth.

## Geschichte

### Bis zur Gemeindegründung
Der früheste bekannte Beleg für den Ort, das lateinische …de Monte stammt aus dem Jahr 1234. Der Ort ist namensgebend für die Familie von Berg. Als Teil des Fürstentums Bayreuth gehörte Berg ab 1500 zum Fränkischen Reichskreis. Berg fiel im Frieden von Tilsit 1807 an Frankreich und kam 1810 zum Königreich Bayern. Im Zuge der Verwaltungsreformen in Bayern entstand mit dem Gemeindeedikt von 1818 die heutige Gemeinde.

### Eingemeindungen
Im Zuge der Gebietsreform in Bayern wurde am 1. Januar 1978 die Gemeinde Gottsmannsgrün eingegliedert. Am 1. Mai 1978 kamen Bruck, Bug, Eisenbühl, Hadermannsgrün, Rudolphstein, Schnarchenreuth und Tiefengrün dazu.

### Einwohnerentwicklung
Im Zeitraum 1988 bis 2018 sank die Einwohnerzahl von 2525 auf 2066 um 459 bzw. um 18,2 %. Am 31. Dezember 1996 hatte Berg 2793 Einwohner.

### Ortsname
Der Ortsname ist belegt mit „… de Monte“ (1234 und 1246; lat. für vom/von Berg), „… ze dem Perge“ (1320), „… in Monte“ (1347; lat. für in Berg), „Pergen“ (1348), „… zu dem Berge“ (1358), „Perck“ (1430), „… zum Perg“ (1542) und „… zum Berg“ (1579).
Der Ursprung des Namens ist das mittelhochdeutsche Wort bërc (für Berg).
Die Gegend um Berg wird auch als Berger Winkel bezeichnet.

## Politik

### Gemeinderat
Die Kommunalwahlen am 15. März 2020 führten zur im Diagramm dargestellten Sitzverteilung im Gemeinderat von Berg (n. k. = nicht kandidiert):
- SPD: 2
- JBW: 2
- ÜWG: 4
- CSU: 6

| Parteien und Wählergruppen         | 2002  | 2008  | 2014 |
| ---------------------------------- | ----- | ----- | ---- |
| CSU                                | 6     | 6     | 6    |
| SPD                                | 4     | 4     | 3    |
| ÜWG *                              | 4     | 4     | 3    |
| Jugend für den Berger Winkel (JBW) | n. k. | n. k. | 2    |
| Summe                              | 14    | 14    | 14   |

### Bürgermeister
Bürgermeisterin ist seit 12. April 2017 Patricia Rubner (CSU); sie ist Nachfolgerin von Peter Rödel (ÜWG), der das Amt 18 Jahre ausübte und aus Altersgründen nicht mehr kandidierte. Bei der Kommunalwahl 2020 wurde Rubner mit 63,85 % der gültigen Stimmen im Amt bestätigt.

### Wappen
| | Blasonierung: „In Silber über grünem Dreiberg ein roter Schrägbalken.“ |
| Wappenbegründung: Der Berg steht für den Ortsnamen. Der Schrägbalken ist dem Wappen der Herren von Berg („von dem Perge“) entnommen, einem Geschlecht, das im 14. Jahrhundert nachgewiesen ist. Wappengeschichte: Ausschlaggebend für die Wiedergabe des Wappens waren vor allem Siegel von Ott vom Berge aus den Jahren 1358 und 1381. Das Wappen wird seit 1956 geführt. |                                                                        |

### Gemeindepartnerschaften
Berg unterhält eine Gemeindepartnerschaft mit der Bergs kommun in der Provinz Jämtlands län in Schweden.

## Wirtschaft und Infrastruktur

### Industrie
Seit 2011 ist Berg der Sitz des internationalen Seilherstellers LIROS. Im Gemeindegebiet befindet sich der Steinbruch der Firma Beyer Baustoffe GmbH.

### Feuerwehr und Rotes Kreuz
- In der Gemeinde Berg gibt es Freiwillige Feuerwehren in Berg (Stützpunktfeuerwehr), Bruck, Bug, Eisenbühl, Gottsmannsgrün, Hadermannsgrün, Rudolphstein, Schnarchenreuth und Tiefengrün.
- Das Bayerische Rote Kreuz (BRK) unterhält eine Bereitschaft in Berg.
- Im Jahre 2005 wurde vom Bayerischen Roten Kreuz und den Freiwilligen Feuerwehren ein Helfer-vor-Ort-Standort (HvO) und 2007 der als gemeinnützig anerkannte Förderverein HvO Berg e. V. gegründet.

### Sehenswürdigkeiten

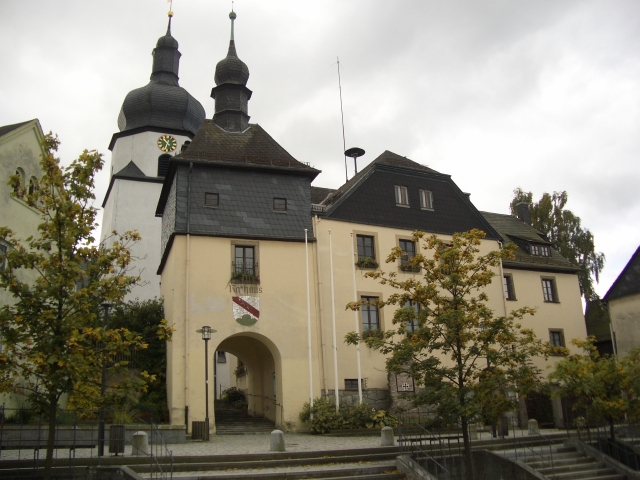
Rathaus und Jakobuskirche (2007)

- Jakobuskirche (Berg) einschließlich umgebendes Ensemble mit Rathaus, Torturm und Pfarrhof
- Panorama-Aussicht über das Hofer Land: Sowohl vom Bereich Friedhof aus als auch vom östlichen Ortseingang des Hauptortes aus (Hofer Straße) hat man einen weiten Blick über die Landschaft.

## Persönlichkeiten

### Personen, die vor Ort wirken oder gewirkt haben
- Oliver Bär (* 1977), Politiker (CSU)
- Johann Christoph Stierlein (1759–1827), Militär und Burgenforscher

### Personen, die mit dem Ort in Verbindung stehen
- Johann Joseph Seyler (1669–1719), Pädagoge und evangelischer Theologe